# Mireia Belmonteová
Mireia Belmonteová Garcíová (* 10. listopadu 1990 Badalona) je španělská plavkyně. Studuje na Universidad Católica San Antonio v Murcii a závodí za její klub UCAM Club Natación Fuensanta, kde je jejím trenérem Frederic Vergnoux.
Jako první španělská plavkyně v historii se stala olympijskou vítězkou, když na Letních olympijských hrách 2016 vyhrála závod na 200 m motýlek. Má také dvě stříbrné olympijské medaile z roku 2012 (200 m motýlek a 800 m volný způsob) a jednu bronzovou z roku 2016 (400 m polohový závod). Je také mistryní světa na trati 200 m motýlek z roku 2017 a sedmkrát vyhrála mistrovství světa v plavání v krátkém bazénu (200 m motýlek 2010 a 2014, 200 m polohový závod 2010, 400 m polohový závod 2010 a 2014, 400 m volný způsob a 800 m volný způsob 2014). Je čtyřnásobnou vítězkou mistrovství Evropy v plavání (200 m polohový závod 2008, 200 m motýlek 2014 a 800 m volný způsob 2012 a 2014) a devítinásobnou na mistrovství Evropy v plavání v krátkém bazénu (400 m polohový závod 2008, 2011 a 2013, 200 m polohový závod 2011, 200 m motýlek 2011 a 2013, 400 m volný způsob 2011 a 2013 a 800 m volný způsob 2013). Vyhrála také mistrovství světa juniorů v plavání 2006 na 400 m volný způsob a 400 m polohovka, na Středomořských hrách získala v roce 2009 stříbrné medaile na 200 m motýlek a 200 m polohový závod. Vytvořila pět světových rekordů, všechny v krátkém bazénu: na 200 m motýlek 1:59,61, 400 m volný způsob 3:54,52, 400 m polohový závod 4:18,84, 800 m volný způsob 7:59,34 a 1500 m volný způsob 15:19,71.
V roce 2013 byla zvolena španělskou sportovkyní roku, je také čestnou občankou města Badalony a držitelkou zlaté medaile Real Orden del Mérito Deportivo.